# Metalloleptura prasina
Metalloleptura prasina là một loài bọ cánh cứng trong họ Cerambycidae.